# Яблука сорок першого року
«Яблука сорок першого року» — радянський чорно-білий художній фільм 1969 року, знятий режисером Равілем Батировим на кіностудії «Узбекфільм».

## Сюжет
Старий чайханник розповів студенту ВДІКу про те, як узимку сорок першого року, коли німці підходили до Москви, він був серед тих, кому було доручено охороняти ешелон із яблуками, який колгоспники Узбекистану відправили на фронт. Розповідь старого була настільки зворушлива і цікава, що Анвар засумнівався у справжності історії. Чайханник не переконував хлопця і попрощався зі студентом. Пізніше, підбираючи з військової хроніки матеріал для свого фільму, Анвар побачив на екрані знайоме обличчя чайханника та бійців, які охороняють замерзлі яблука. Згадавши недомовлений епізод війни, студент поїхав на зустріч із його героєм.

## У ролях
- Набі Рахімов — старий
- Усман Салімов — Адил
- Соліжон Ахмедов — Мансур
- Шухрат Іргашев — Анвар
- Тамілла Ахмедова — Гуля
- Олена Сицинська — Майя
- Юрій Пуртов — Старший
- Віталій Леонов — Кривоносий
- Альберт Філозов — Федька
- Ігор Класс — Пінчук
- Сергій Дворецький — Безбородько
- Бахтійор Іхтіяров — Саїд
- Микола Бармін — капітан міліції
- Володимир Ліппарт — міліціонер
- В'ячеслав Берьозко — епізод
- Володимир Піцек — перукар
- Анвар Кенджаєв — епізод
- Вахаб Абдуллаєв — епізод
- Джамал Хашимов — епізод
- Віктор Яковлєв — Семенич
- Віктор Шахов — епізод
- Віктор Уральський — Чашкін, міліціонер
- Т. Ромашенко — епізод
- Турсун Імінов — солдат

## Знімальна група
- Режисер — Равіль Батиров
- Сценарист — Дмитро Холендро
- Оператор — Трайко Ефтимовський
- Композитор — Руміль Вільданов
- Художник — Наріман Рахімбаєв